# WCT Tournament of Champions
WCT Tournament of Champions, česky Turnaj šampionů WCT, byl profesionální tenisový turnaj mužů hraný na okruhu World Championship Tennis. Konal se každoročně mezi lety 1977–1990 postupně v několika dějištích. V letech 1977–1978 nesla událost ve svém názvu jméno hlavního sponzora Shakeys Tournament of Champions.
Premiérový ročník se odehrál na koberci haly texaského Lakeway. Stejný povrch byl položen i v další sezóně 1978 v nevadském Las Vegas. Roku 1979 se turnaj přesunul do portorického Dorado Beach, kde se hrálo na otevřených antukových dvorcích. Od sezóny 1980 až do zrušení v roce 1990 událost probíhala v newyorském Forest Hills opět na antuce.
Termínem v kalendáři sezóny mu náležela první polovina května. Nejvíce singlových titulů vyhrál Čech Ivan Lendl, když zaznamenal čtyři trofeje. Američtí tenisté si připsali sedm vítězství ze třinácti proběhlých ročníků. Soutěž čtyřhry se hrála až od roku 1980 ve Forest Hills. V letech 1982–1985 byla událost součástí okruhu Grand Prix, jakožto součást kategorie Super Series.
Závěrečný ročník v roce 1990 se stal vůbec posledním turnajem ve 23leté historii existence World Championship Tennis. Den po finále organizace oznámila rozpuštění.

## Přehled finále

### Dvouhra
| Dějiště      | rok  | vítěz            | finalista            | výsledek                |
| ------------ | ---- | ---------------- | -------------------- | ----------------------- |
| Lakeway      | 1977 | Harold Solomon   | Ken Rosewall         | 7–6, 6–2, 2–6, 0–6, 6–3 |
| Las Vegas    | 1978 | Björn Borg       | Vitas Gerulaitis     | 6–5, 5–6, 6–4, 6–5      |
| Dorado Beach | 1979 | Jimmy Connors    | Vitas Gerulaitis     | 6–5, 6–0, 6–4           |
| Forest Hills | 1980 | Vitas Gerulaitis | John McEnroe         | 2–6, 6–2, 6–0           |
| Forest Hills | 1981 | Eddie Dibbs      | Carlos Kirmayr       | 6–3, 6–2                |
| Forest Hills | 1982 | Ivan Lendl       | Eddie Dibbs          | 6–1, 6–1                |
| Forest Hills | 1983 | John McEnroe     | Vitas Gerulaitis     | 6–3, 7–5                |
| Forest Hills | 1984 | John McEnroe     | Ivan Lendl           | 6–4, 6–2                |
| Forest Hills | 1985 | Ivan Lendl       | John McEnroe         | 6–3, 6–3                |
| Forest Hills | 1986 | Yannick Noah     | Guillermo Vilas      | 7–6, 6–0                |
| Forest Hills | 1987 | Andrés Gómez     | Yannick Noah         | 6–4, 7–6, 7–6           |
| Forest Hills | 1988 | Andre Agassi     | Slobodan Živojinović | 7–5, 7–6, 7–5           |
| Forest Hills | 1989 | Ivan Lendl       | Jaime Yzaga          | 6–2, 6–1                |
| Forest Hills | 1990 | Ivan Lendl       | Aaron Krickstein     | 6–4, 6–7, 6–3           |

### Čtyřhra
| Dějiště      | rok  | vítězové                       | finalistě                         | výsledek      |
| ------------ | ---- | ------------------------------ | --------------------------------- | ------------- |
| Forest Hills | 1980 | Peter Fleming John McEnroe     | Peter McNamara Paul McNamee       | 6–2, 5–7, 6–2 |
| Forest Hills | 1981 | Peter Fleming John McEnroe     | John Fitzgerald Andy Kohlberg     | 6–4, 6–4      |
| Forest Hills | 1982 | Tracy Delatte Johan Kriek      | Dick Stockton Erik Van Dillen     | 6–4, 3–6, 6–3 |
| Forest Hills | 1983 | Tracy Delatte Johan Kriek      | Kevin Curren Steve Denton         | 6–7, 7–5, 6–3 |
| Forest Hills | 1984 | David Dowlen Nduka Odizor      | Ernie Fernandez David Pate        | 7–6, 7–5      |
| Forest Hills | 1985 | Ken Flach Robert Seguso        | Givaldo Barbosa Ivan Kley         | 7–5, 6–2      |
| Forest Hills | 1986 | Hans Gildemeister Andrés Gómez | Boris Becker Slobodan Živojinović | 7–6, 7–5      |
| Forest Hills | 1987 | Guy Forget Yannick Noah        | Gary Donnelly Peter Fleming       | 4–6, 6–4, 6–1 |
| Forest Hills | 1988 | Jorge Lozano Todd Witsken      | Pieter Aldrich Danie Visser       | 6–3, 7–6      |
| Forest Hills | 1989 | Rick Leach Jim Pugh            | Jim Courier Pete Sampras          | 6–4, 6–2      |